# Cigonya d'Abdim

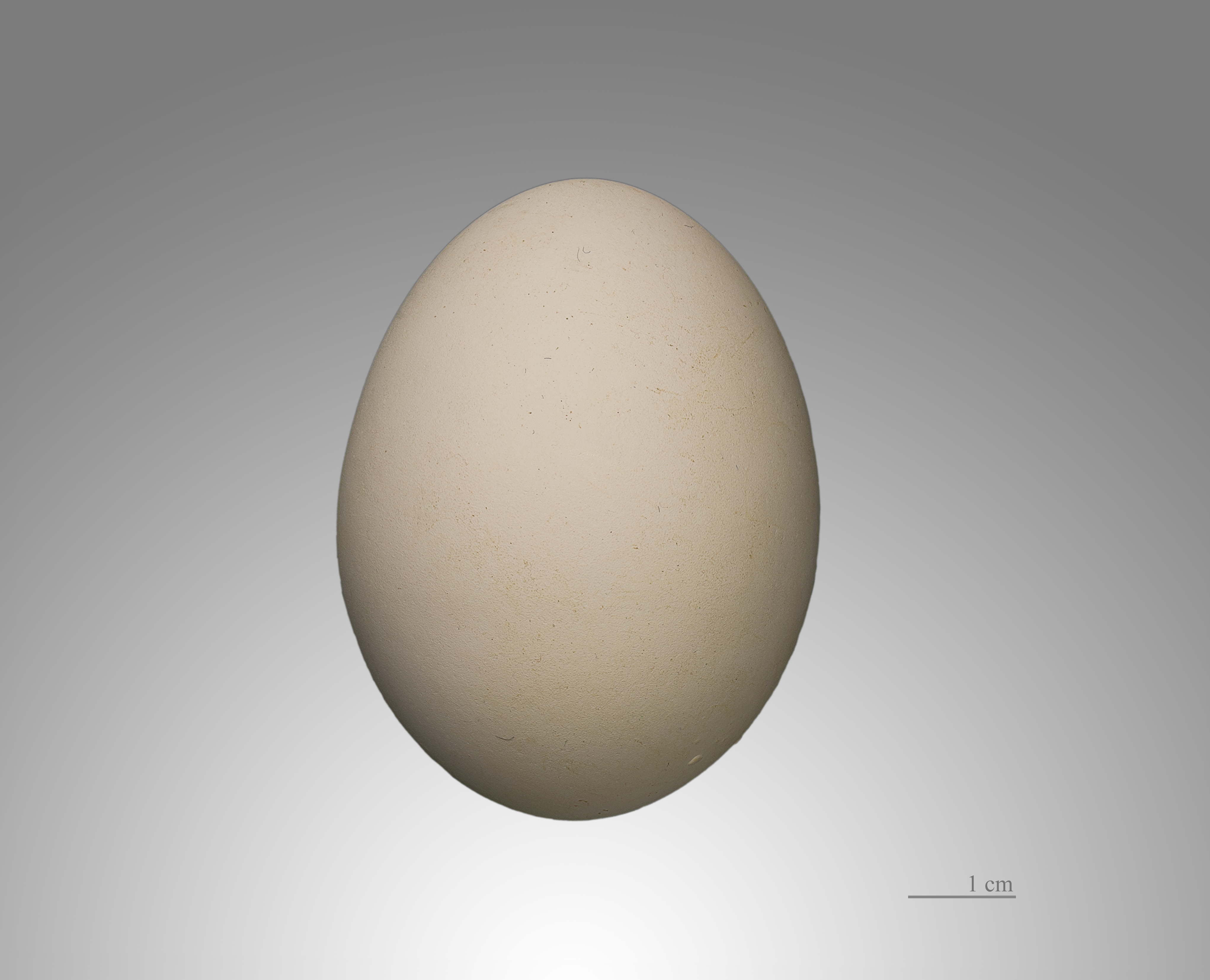
Ciconia abdimii

La cigonya d'Abdim (Ciconia abdimii) és un ocell camallarg de la família dels cicònids (Ciconiidae), de color negre per sobre, amb reflexos verds i blaus. Potes grises, genolls i peus vermells, bec gris. Parts inferiors blanques. Zona nua de pell vermella a la cara davant dels ulls i que esdevé blava cap al bec en l'època de cria. Si bé és un gran ocell es tracta de la menor de les cigonyes, amb una llargària d'uns 73 cm i un pes de poc més d'1 kg. La femella pon 2 - 3 ous i és una mica més petita que el mascle.
Viu en hàbitats oberts d'Àfrica oriental, des del sud d'Etiòpia fins a Sud-àfrica. Menja principalment llagostes, erugues i altres grans insectes.